# Šume nizinskog pojasa Hrvatske
Nizinski pojas ili planarni pojas je dio eurosibirsko-sjevernoameričke regije u fitogeografskoj raspodjeli Hrvatske koji obuhvaća područje sjeverno od Karlovca, prvenstveno savsko-dravsko međurječje. Prostire se u rasponu nadmorskih visina 80-150 m. Značajke ovog vegetacijskog pojasa postoje i na ličkoj visoravni na nadmorskim visinama između 300 i 600 m. Čini najniži pojas šumske vegetacije, a na različitost šumskih zajednica utječu prije svega različiti režimi podzemnih i nadzemnih voda. Najznačajnije drvenaste vrste su hrast lužnjak (Quercus robur), poljski jasen (Fraxinus angustifolia), crna joha (Alnus glutinosa), obični grab (Carpinus betulus), bijela (Populus alba) i crna topola (Populus nigra), te razne vrste vrba (Salix spp.).
Tla su hidromorfna, najčešće mineralno-močvarna, glejna, a na uzvisinama nizinski pseudoglej. Klima je kontinentalna, sa srednjom godišnjom temperaturom od 9oC i količinom oborina između 1000 mm na zapadu i 650 mm na istoku. 
Kao što je već spomenuto, odlučujući ekološki čimbenik je voda, bilo poplavna (kao što je to slučaj kod vrbovih i topolovih šuma), bilo podzemna (kod šuma hrasta lužnjaka), bilo i jedna i druga (kod šuma poljskog jasena i crne johe).
Najrasprostranjenijim šumskim zajednicama ovog područja pripadaju poplavne šume hrasta lužnjaka i velike žutilovke (biljne zajednice Genisto elatae-Quercetum roboris),šume crne johe (zajednica Carici elongatae-Alnetum glutinosae u Podravini i Frangulo-Alnetum glutinosae u Posavini), te šume poljskog jasena (Leucoio-Fraxinetum i Pruno-Fraxinetum). Na povišenim i ocjeditim terenima izvan dosega poplavnih voda, ali još uvijek pod utjecajem visokih podzemnih voda, razvijaju se šume hrasta lužnjaka i običnog graba (zajednica Carpino betuli-Quercetum roboris). Prave ritske šume bijele vrbe (Galio-Salicetum albae) razvijene su u Podunavlju i donjem toku rijeke Drave.

## Šume hrasta lužnjaka sa žutilovkom
Ove šume rasprostranjene su u nizinskom dijelu Hrvatske, uz Savu, Dravu, Odru i Kupu. Toj šumskoj zajednici pripadaju poznate slavonske hrastove šume. Rasprostiru se na 200 000 hektara i čine velike šumske komplekse, kao što su spačvanski, pokupski, česmanski, lipovljanski, šuma Žutica, Repaš, te našičke, donjomiholjačke i slatinske šume. Takvi veliki šumski kompleksi, koji zauzimaju i po nekoliko desetaka tisuća hektara, jedinstveni su u Europi.
Šume hrasta lužnjaka uspijevaju iznad šuma vrba, topola, crne johe i poljskog jasena, na terenima koji su nekoliko metara iznad normalnog vodostaja. Oni su periodično plavljeni stagnantnom vodom (ali poplava traje kraće vrijeme) ili su izvan dosega poplavnih voda (ali su još uvijek dovoljno svježi). Zajednica se razvija na mineralno-močvarnom, slabije ili jače kiselom tlu i na pseudoglejnom, odnosno podzolastom, slabo kiselom tlu. Razina podzemne vode ostaje tijekom cijele godine relativno visoka, a na površini voda stagnira vrlo dugo (do lipnja ili srpnja), jer je tlo glinasto i vrlo slabo propusno, tako da se voda gubi hlapljenjem, a ne procjeđivanjem u dublje slojeve.
U sloju drveća prevladava hrast lužnjak (Quercus robur), a zatim poljski jasen (Fraxinus angustifolia), nizinski brijest (Ulmus laevis), bijela joha (Populus alba) i crna joha (Populus nigra). Čisti hrastici nisu prirodni, nego nastali sječom ostalih drvenastih vrsta, osobito u zapadnom dijelu areala ove zajednice. Takve čiste sastojine su znatno manje stabilne od prirodnih miješanih sastojina. Tradicionalno intenzivno žirenje svinja također djeluje negativno, jer se njime onemogućava pomlađivanje šuma.
Sloj grmlja je također bujan i raznovrstan, a tvore ga velika žutilovka (Genista elata), glog (Crataegus oxyacantha i C. monogyna), trnina (Prunus spinosa), divlja kruška (Pyrus pyraster), obična udikovina ili crvena hudika (Viburnum opulus), trušljika (Frangula alnus), kupine (Rubus spp.) i dr. Sloj niskog raslinja osobito je bujan u proljeće nakon poplava. Neke od najčešćih vrsta su rastavljeni šaš (Carex remota), uskolisni šaš (Carex strigosa), šumski rožac (Cerastium sylvaticum), odoljen (Valeriana officinalis), vučja noga (Lycopus europaeus), dobričica (Glechoma hederacea), žuta perunika (Iris pseudacorus), sedmolist (Aegopodium podagraria), močvarna mlječika (Euphorbia palustris), barska metvica (Mentha aquatica), metljika ili metiljeva trava (Lysimachia nummularia), obični protivak (Lysimachia vulgaris), vodeni dvornik (Persicaria amphibia) i mnoge druge.
Posljednjih 50 godina lužnjakove šume doživjele su krupne promjene. Radi intenzivnog korištenja, njihove površine su znatno smanjene, a znatno su stradale i od štetnih kukaca i parazitskih gljiva. Prvo sušenje lužnjakovih šuma primijećeno je još 1908. u Velikom Četraku kod Lipovljana. Tada je ustanovljeno da se radi o pepelnici (koju uzrokuje parazitska gljivica Microsphaera alphitoides), koja se osobito brzo širi nakon što su mlado lišće već napali razni štetni kukci. Prirodnu obnovu ovih šuma znatno je ometalo i intenzivno žirenje svinja, no zadnjih desetljeća ovakav način stočarenja nestaje, pa više ne predstavlja značajan problem. Zbog meliorativnih zahvata, ove šume su danas samo manjim dijelom poplavne, a ta smanjena količina vode također je djelovala štetno na mnoge sastojine.
Slična šumska zajednica razvija se i u srednjoj Europi (Querco-Ulmetum), no zbog osobitog florističkog sastava, naše lužnjakove šume se odvajaju u posebnu šumsku zajednicu (Genisto elatae-Quercetum roboris). S obzirom na veliko područje rasprostranjenja i donekle različite ekološke prilike u kojima se razvija, ova zajednica se može razdijeliti u nekoliko podtipova.

## Šume hrasta lužnjaka i običnog graba
Ovo je jedan od najpoznatijih tipova šuma u Hrvatskoj. Rasprostire se duž cijelog toka Save, u spačvanskom području, te u dolini rijeke Mirne. Ova šuma se javlja iznad šume hrasta lužnjaka sa žutilovkom, izvan dosega poplavnih voda, na tzv. gredama, iako je tlo još uvijek pod utjecajem visokih podzemnih voda i zimi je zasićeno vodom. Ako poplava i zahvati ove šume, ona je kratkotrajna i događa se rijetko, a razina vode ne premašuje nekoliko centimetara. Šuma se razvija na nizinskim smeđim tlima, na pseudogleju i mineralno-močvarnim, umjereno oglejanim tlima slabo kisele do neutralne reakcije.
U toj šumi, za razliku od prethodno opisane, sloj grmlja je slabo razvijen, a u njegov sastav, kao i u sastav prizemnog sloja, ulaze mnoge vrste koje inače rastu u šumama hrasta kitnjaka i običnog graba. Obični grab ne podnosi stajaću vodu i dugotrajnu visoku razinu podzemnih voda. Da bi mogao rasti, srednji vodostaj podzemnih voda mora biti između 2 i 3 metra. Nasuprot tome, hrast lužnjak dobro podnosi stagnantnu vodu.
Od drvenastih vrsta osobito su značajne i lipe (Tilia cordata i T. platyphyllos). U sloju grmlja česte su lijeska (Corylus avellana), obična kurika (Euonymus europaeus), poljska ruža (Rosa arvensis), likovac (Daphne mezereum), te glogovi (Crataegus monogyna i C. oxyacantha). U prizemnom sloju rastu visibaba (Galanthus nivalis), šafran (Crocus vernus), šumarica (Anemone nemorosa), žuti gavez (Symphytum tuberosum), velecvjetni crijevac (Stellaria holostea), plućnjak (Pulmonaria officinalis), velika vlasnjača (Festuca gigantea), zdravičica (Sanicula europaea), kravojac(Angelica sylvestris) i dr.

## Šume poljskog jasena
Najljepše sastojine ove šumske zajednice nalaze se u lipovljanskim poplavnim šumama, Javičkoj gradi kod Jasenovca i Kamarama kod Novske, zatim u česmanskom području, u turopoljskom lugu, u Pokuplju i na području od Siska do Spačve.
Od svih nizinskih šumskih zajednica, ova je najizloženija dugotrajnom djelovanju površinskih i visokih podzemnih voda. Razvija se na aluvijalnim glinastim tlima koja su izrazito džombasta, te su bazične do kisele reakcije. Površinska voda, dubine do 1 m, zimi se često smrzne, te nastaju velike štete na stablima jasena. Zajednica zauzima depresije, tzv. bare i tanjure, u tlu u koje se slijeva voda s okolnih viših područja. Budući da se ne može procijediti u dublje slojeve tla (jer je tlo nepropusno i dobro natopljeno), gubi se jedino isparavanjem. Dakle, mikroreljefna svojstva terena, režim visokih voda i nepropusnost tla osnovni su čimbenici koji uzrokuju pojavljivanje ovog tipa šume.
Šume poljskog jasena čine tzv. barsku granicu šume, jer u slučaju da je prisutna još veća količina vode, nemoguć je razvitak bilo kakve šume, te se na takvim mjestima razvija tipična močvarna vegetacija.
Ova šuma karakteristična je i po tome što najkasnije od svih nizinskih šuma prolistava u proljeće, a u jesen prva gubi lišće. U sloju drveća obično nema drugih vrsta osim poljskog jasena, jer ne podnose tako velike količine vode. Sloj grmlja također je siromašan vrstama i vrlo je slabo razvijen, a tvore ga velika žutilovka (Genista elata), trušljika (Frangula alnus), neke vrste vrba (Salix spp.) i sl. Sloj prizemnog raslinja vrlo je dobro razvijen i čini ga veliki broj vrsta. Neke od najčešćih su žuti šaš (Carex vesicaria), busenasti šaš (Carex elata), močvarna broćika (Galium palustre), kasni drijemovac (Leucojum aestivum), paskvica(Solanum dulcamara), obični sit (Juncus effusus), vodeni grbak (Rorippa amphybia), žabočun (Alisma plantago-aquatica), vodena pirika (Glyceria fruitans), tresetna paprat (Dryopteris carthusiana) i dr.

## Šume crne johe
U Hrvatskoj su razvijena dva tipa šume crne johe: u Podravini raste šuma crne johe s dugoklasim šašem (Carici elongatae-Alnetum glutinosae), a u Posavini šuma crne johe s trušljikom (Frangulo-Alnetum glutinosae). Obje zajednice imaju izrazito visoku primarnu produkciju.
Šuma crne johe s dugoklasim šašem tipična je srednjoeuropska zajednica razvijena sjeverno od Alpa. U Hrvatskoj raste u Podravini u Crnim jarkima, Kupinju, Limbušu, Preložničkom bereku i drugdje. U ovom području ova šuma predstavlja reliktni tip vegetacije, tj. ostatak vegetacije ledenoga doba. Naime, u vrijeme ledenih doba, areal ove inače srednjoeuropske zajednice pomicao se prema jugu Europe. Nakon ponovnog zatopljenja, izumrla je na najvećem dijelu južnoeuropskog prostora, a samo se fragmentarno zadržala na području današnje Podravine.
Zajednica raste na tresetnim i bazama bogatim, humusno glejnim tlima, koja su zasićena vodom. Posljednjih desetljeća je zbog izgradnje hidroenergetskih i meliorativnih sustava areal ove zajednice smanjen je na račun zajednica koje trebaju manje vode.
U sloju drveća dominira crna joha, koja može doseći znatne dimenzije. Uz crnu johu mogu rasti i poljski jasen (Fraxinus angustifolia) i nizinski brijest (Ulmus laevis), a na povišenim rubovima i hrast lužnjak (Quercus robur). Sloj grmlja dobro je razvijen i u njemu rastu crvena hudika (Viburnum opulus), prava krkavina (Rhamnus catharticus), sremza (Prunus padus), trušljika (Frangula alnus), svibovina (Cornus sanguinea), te obična kurika (Euonymus europaeus). U sloju niskog raslinja rastu dugoklasi šaš (Carex elongata), vučja noga (Lycopus europaeus), paskvica (Solanum dulcamara), hmelj (Humulus lupulus) i dr.
Šuma crne johe s trušljikom vrlo je slična prethodnoj zajednici, a razvija se u Posavini i Pokuplju. Najčešće se razvija u starim riječnim koritima, zibovima, rubovima močvara, te je stoga fragmentarno raspoređena i relativno malih površina. Crna joha ima pionirski karakter jer obraštava stare tokove i stvara šumsko tlo koje omogućuje rast drugim vrstama drveća.
Šuma crne johe s trušljikom razvija se na slabo kiselom organogeno-močvarnom tlu. Najveći dio godine ova šuma nalazi se pod vodom dubine 20-70 cm. Zbog te trajno prisutne stajaće vode, crna joha razvija posebne bočne čunjaste izdanke oko kojih se skuplja mulj i mrtvi biljni materijal, te se stvara tlo na kojem se onda zakorjenjuju zeljaste biljke. 
Za razliku od šuma crne johe s dugoklasim šašem, ovaj tip šume crne johe nije reliktnog karaktera, nego predstavlja pionirsku i prijelaznu zajednicu u kojoj crna joha osvaja otvoreni teren, izgrađuje šumu, te stvara povoljne uvjete za razvoj drugih drvenastih vrsta, prvenstveno hrasta lužnjaka.
U sloju drveća uz crnu johu rastu još i poljski jasen (Fraxinus angustifolia) i nizinski brijest ili vez (Ulmus laevis). Sloj grmlja slabo je razvijen i u njemu rastu trušljika (Frangula alnus), crvena hudika (Viburnum opulus), siva vrba (Salix cinerea) i divlja ruža (Rosa canina s.l.). U sloju niskog raslinja razlikuju se biljke koje rastu na čunjastim pridancima uz stabla johe i one koje rastu na samom tlu. Na čunjevima rastu npr. tresetna paprat (Dryopteris carthusiana), žuti gavez (Symphytum tuberosum), dobričica (Glechoma hederacea), paskvica (Solanum dulcamara) i dr.
Na samom tlu rastu širokolisni dvornik (Polygonum lapathifolium), močvarna broćika (Galium palustre), vrbolika (Lythrum salicaria), rebrača (Hottonia palustris), kaljužnica (Caltha palustris), žuta perunika (Iris pseudacorus), vodena leća (Lemna trisulca) i dr.

## Šume vrba i topola
U ovu grupu spadaju ritske šume mekih listača koje uspijevaju na riječnim otocima, obalama, rubovima močvara i drugih vodenih površina. Manji ili veći dio godine provode pod vodom, što ovisi o visini terena, udaljenosti od obale, te vrsti i genezi (postanku) tla.
Glavne vrste drveća i grmlja su rakita (Salix purpurea), bademasta vrba (Salix triandra), krhka vrba (Salix fragilis), košaračka vrba (Salix viminalis), bijela vrba (Salix alba), te bijela i crna topola (Populus alba i P. nigra). 
Te vrste čine više tipova zajednica, npr. grmolike šume rakite i bademaste vrbe (Salicetum purpurae i Salicetum triandrae), zatim šume bijele vrbe (Galio-Salicetum albae), mješovite vrbovo-topolove šume (Salici-Populetum) i mješovite topolove šume (Populetum nigro-albae). Uz ove vrste, česte su i druge vrste močvara i poplavnih staništa, kao što su razne vrste šaševa (Carex), sitova (Juncus), trava (Poaceae), obični protivak (Lysimachia vulgaris), vrbolika (Lythrum salicaria), hmelj (Humulus lupulus) i mnoge druge, a zadnjih desetljeća naglo se širi i niz agresivnih neofitskih vrsta, kao što su Rudbeckia lacinata i Echynocistis lobata (porijeklom iz Sjeverne Amerike) i žljezdasti nedirak (Impatiens glandulifera, porijeklom iz Azije).
Ritska šuma zajednički je naziv za razne tipove šumske vegetacije koja se razvija uz riječne obale, na naplavnim tlima i periodički se poplavljuje. Njihov razvitak nije u prvom redu ovisan o općoj klimi, nego o prisustvu rijeke, odnosno o vodnom režimu.
U šumi bijele vrbe poplave mogu trajati 3-5 mjeseci, a visina vode je najčešće 2-4 m. Zbog stalne uronjenosti korijena u vodu onemogućeno je primanje kisika u korijen, pa iz stabala izrasta adventivno, tzv. bradasto korijenje, kojem je osnovna uloga opskrba kisikom.
Ovaj tip šuma vrlo je jednolik na području cijele Europe, pa se ni naše ritske šume u svom sastavu ne razlikuju bitno od srednjoeuropskih. Štoviše, može se reći da su one srednjoeuropskog karaktera.
Rakitov šibljak tvori graničnu šumsku zajednicu prema močvarnoj vegetaciji, prije svega tršćacima.
Šuma bademaste vrbe pionirska je zajednica koja se razvija na najnižim dijelovima sprudova i taloži nove slojeve pijeska i mulja, te tako stvara uvjete za razvoj bijele vrbe.
Šuma bijele vrbe i crne topole najbolje je razvijena u hrvatskom Podunavlju. Razvija se na mjestima koja su rjeđe i kraće zahvaćena poplavama u odnosu na ona na kojima se razvija šuma bijele vrbe.
Šuma bijele vrbe i crne topole razvijaju se na humoznim, hranjivima bogatim, plodnim tlima, koja su još kraće poplavljena od prethodnih. Rasprostranjene su na vrlo malim površinama.